# Kenia Sinclair
Kenia Sinclair (* 14. Juli 1980) ist eine jamaikanische Mittelstreckenläuferin, die vor allem im 800-Meter-Lauf erfolgreich ist.

## Karriere

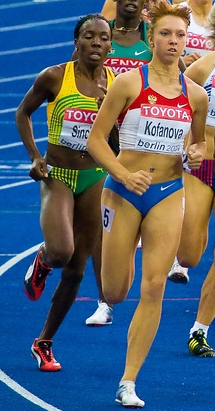
Sinclair (links) bei den Weltmeisterschaften 2009

Bei den Weltmeisterschaften 2005 in Helsinki wurde sie im 800-Meter-Halbfinale Dritte, verpasste aber mit einer Zeit von 1:59,45 Minuten knapp die Qualifikation für den Finallauf. Im März 2006 gewann sie bei den Hallenweltmeisterschaften in Moskau die Silbermedaille über 800 Meter. Keine zwei Wochen später gewann sie bei den Commonwealth Games in Melbourne in einer Zeit von 1:58,16 Minuten eine weitere Silbermedaille auf derselben Distanz. 2007 schied sie bei den Weltmeisterschaften in Osaka wieder im Halbfinale aus, wo sie mit 2:00,25 Minuten Fünfte wurde.
Bei den Olympischen Sommerspielen 2008 in Peking erreichte sie das 800-Meter-Finale und kam mit einer Zeit von 1:58,24 Minuten auf den sechsten Platz.
2009 kam sie bei den Weltmeisterschaften in Berlin zum dritten Mal bei einer WM nicht über das Halbfinale hinaus. Im Jahr 2010 wurde sie beim Leichtathletik-Continentalcup in Split in 1:58,16 Minuten Zweite. 2011 erreichte sie bei ihrer vierten WM-Teilnahme bei den Weltmeisterschaften in Daegu zum ersten Mal ein WM-Finale und kam dort in einer Zeit von 1:58,66 Minuten als Siebte ins Ziel.
Sie ist mehrfache jamaikanische Meisterin im 800-Meter-Lauf und hält mit 1:57,88 Minuten den jamaikanischen Rekord über diese Distanz (Stand: Juni 2011). Bei den jamaikanischen Meisterschaften 2011 gewann sie nicht nur über die 800 Meter, sondern auch im 1500-Meter-Lauf.

## Persönliche Bestzeiten
- 800 Meter: 1:57,88 Minuten, 21. Juli 2006, Rethymno, Griechenland
- 1500 Meter: 4:05,56 Minuten, Carson (Kalifornien), USA